# J-POP SUPER COUNTDOWN
J-POP SUPER COUNTDOWNは、1994年4月〜2000年3月に広島FM放送していた、J-POPリクエストチャート番組である。
DJは、永田潔（元広島エフエムアナウンサー）。

## 放送日
放送開始から1999年9月まで

火〜木曜日　21:00〜22:00

- 1996年の一時期、月曜日の21:30〜22:00に、永田の一押し曲を紹介する番組を放送していた。

1999年10月から2000年3月まで

火〜水曜日　21:00〜22:00

日曜日　18:00〜19:00
- 日曜版のみ、2〜3時間の放送となる場合もあった。

## リクエスト集計方法
すべてリクエストのみのチャートで、曜日ごとに集計方法が異なっていた。
放送開始当初は、世代別での集計

火曜日：10代リクエスト

水曜日：20代リクエスト

木曜日：30代リクエスト
1996年4月以降は、リクエスト方法の別による集計（30代からのリクエストが少なかったため）

火曜日：はがきによるリクエスト

水曜日：FAXによるリクエスト（後に、呉ポポロに設置された専用リクエストボックスとFAXによるリクエスト→EメールとFAXによるリクエストへと変更となる。）

木曜日→日曜日：テレフォンボード（デジタル録音システム）によるリクエスト
- 各リクエストともに、放送当日の14:00締めで集計された。（1998年11月3日放送分のみ、10月30日の14:00で締めた。理由は、永田が放送当日FMフェスティバルに出演する予定となっており、収録放送となったため。）
- 各リクエスト方法に付き1人1票というルールがあり、複数票（組織票）は無効となる。ただし、FAXとテレホンボードに限り、リクエスト曲を変更することは可能であった。
- 1997年から番組ホームページ、E-メールを設けた。当初リクエストは受け付けず、放送中のメッセージのみの受付であったが、1999年4月からEメールでのリクエストが可能となった。
- リクエストのみによるチャート番組であったため、当時まだ無名であったBluem of Youthのシングル（4thシングル『線路沿いの恋』）が1位となるなど、一般のCDチャートには出てこない楽曲がランクインすることもあった。同ユニットがテレビ番組「HEY!HEY!HEY!」に出演した際、「広島で1位」という話題となったことがあるが、このことである。

## タイムスケジュール
21:00 オープニング

21:05頃　10位から7位まで紹介

21:15頃　TOP10までPUSH&PUSH

21:18頃　6位から4位まで紹介

21:30頃　新譜紹介

21:40頃　人生ご意見番

21:45頃　3位から1位まで紹介

21:55頃　エンディング
日曜版も進行は同じ